# Stephaniella
Stephaniella es un género de hepáticas perteneciente a la familia Gymnomitriaceae. Comprende 4 especies descritas y de estas, solo 2 aceptadas.

## Taxonomía
El género fue descrito por Joseph Burtt Hutchinson y publicado en Hedwigia 33: 11. 1894. La especie tipo es: Stephaniella paraphyllina J.B. Jack	

## Especies aceptadas
A continuación se brinda un listado de las especies del género Stephaniella aceptadas hasta marzo de 2015, ordenadas alfabéticamente. Para cada una se indica el nombre binomial seguido del autor, abreviado según las convenciones y usos.	
- Stephaniella mexicana S.W. Arnell
- Stephaniella paraphyllina J.B. Jack